# Place Pasteur (Montréal)
Pour les articles homonymes, voir Place Pasteur.
La place Pasteur est une place publique à Montréal faisant partie du Quartier latin et du Quartier des spectacles.

## Situation et accès
Elle est située devant le pavillon Athanase-David de l'Université du Québec à Montréal (UQAM), à l'ouest de la rue Saint-Denis, entre la rue Sainte-Catherine et le boulevard De Maisonneuve. S'y trouve un buste de Louis Pasteur posé sur un socle de granit.
La place Pasteur est gérée par l'UQAM depuis 1991.
Elle est animée par les étudiants en design qui y créent différents aménagements.
La place accueille également différents festivals, dont Pop Montréal et le Festival d'expression de la rue (FER). 

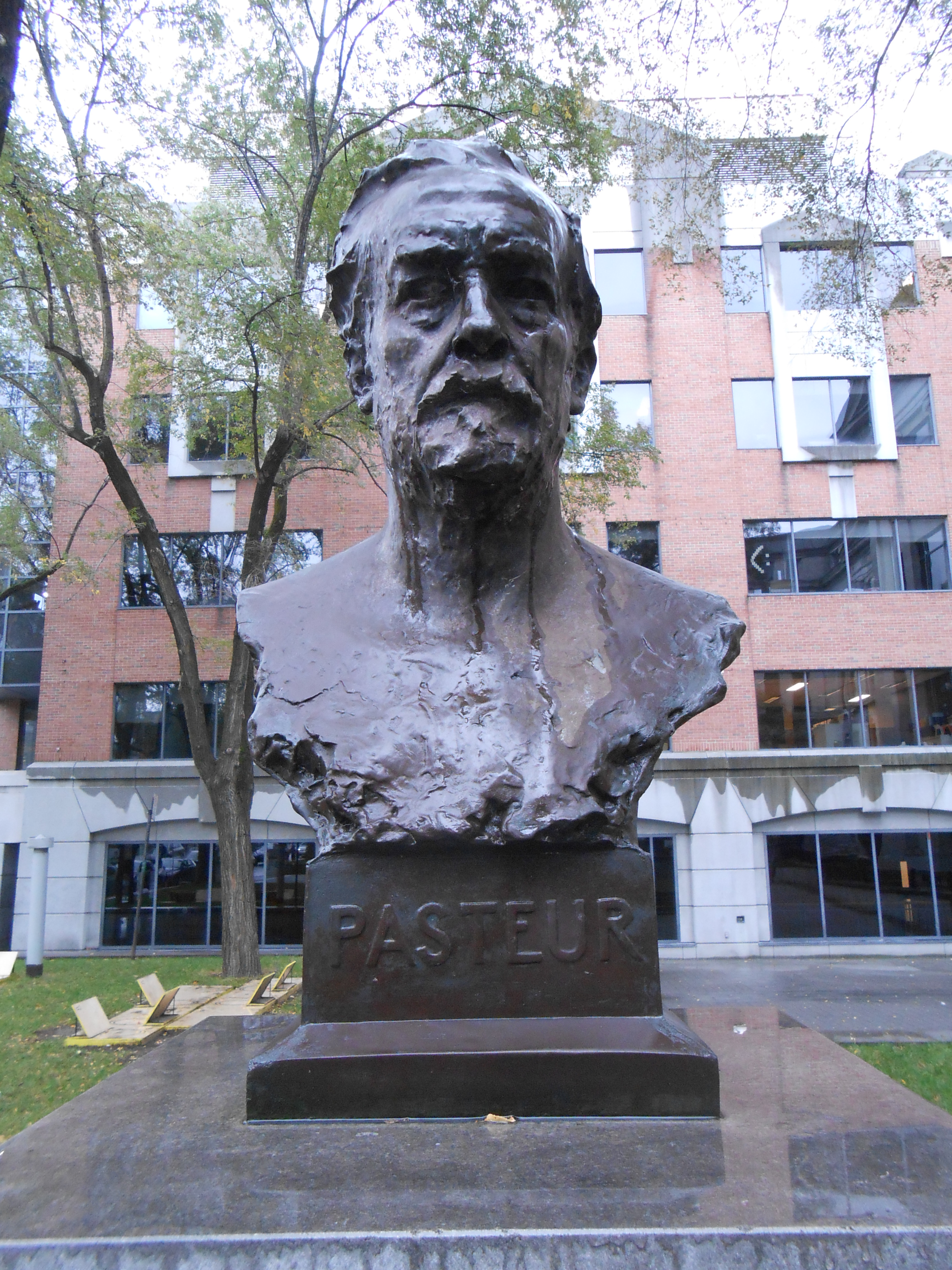
Buste de Louis Pasteur
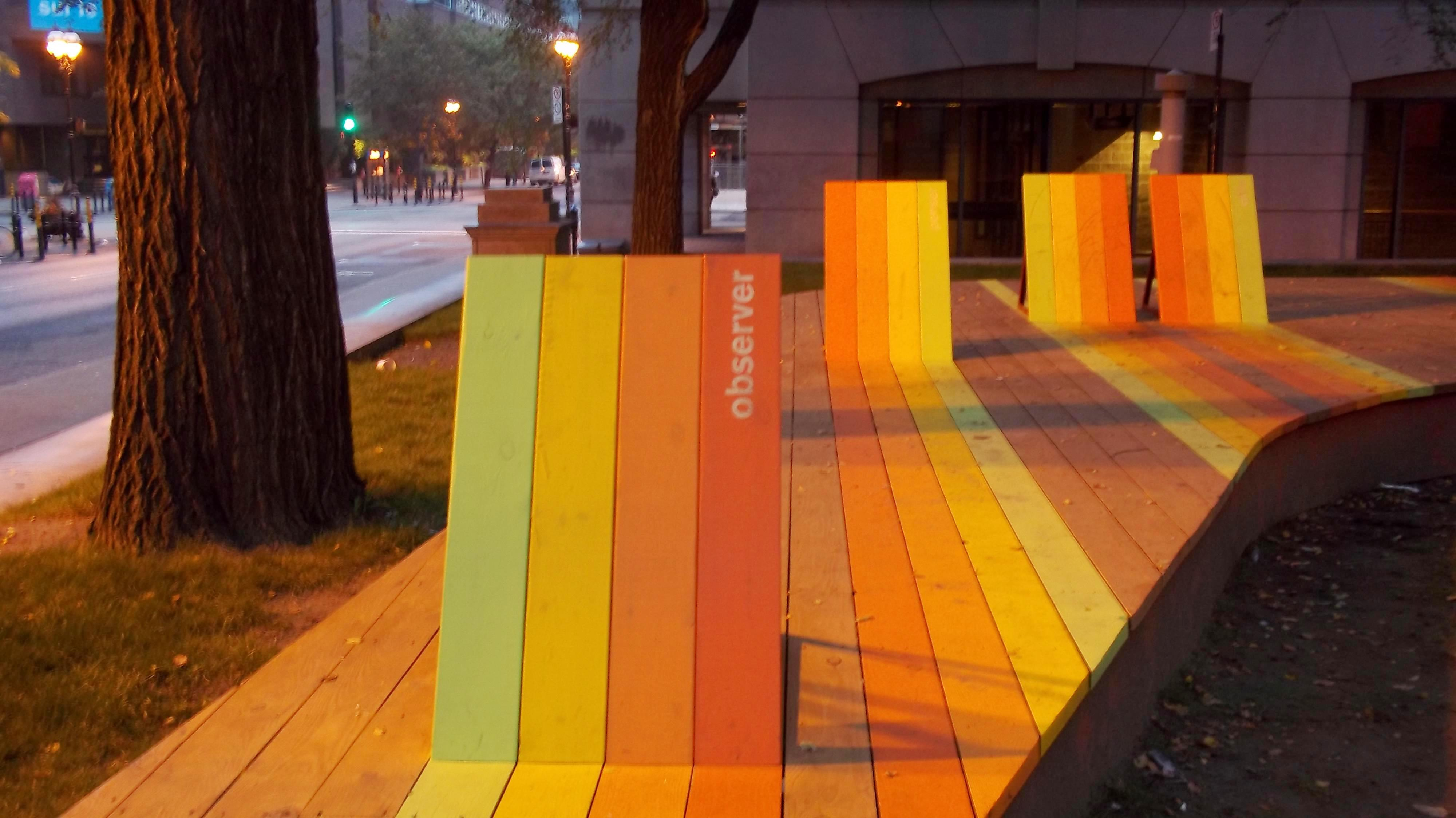
«Le Mouvement des idées»[4], installation éphémère en 2011
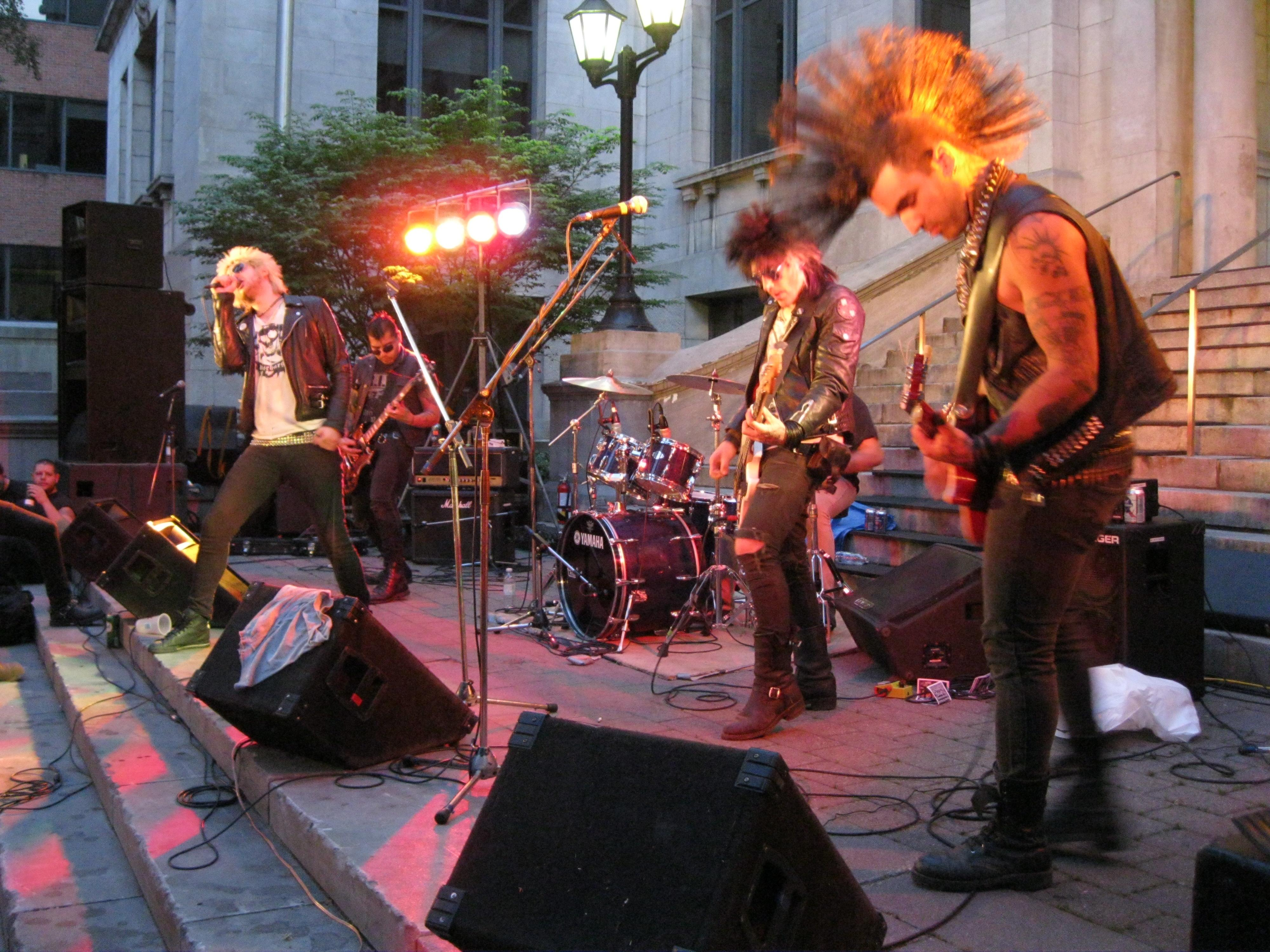
Festival d'expression de la rue, 2012

## Origine du nom
Le nom de cette place fait référence à Louis Pasteur, scientifique français, chimiste et physicien inventeur de la vaccination contre la rage et les maladies charbonneuses